# Incêndio e desmoronamento do Edifício Wilton Paes de Almeida
O incêndio e desmoronamento do Edifício Wilton Paes de Almeida foi um desastre de grandes proporções ocorrido na madrugada de 1º de maio de 2018, na região do Largo do Paiçandu, em São Paulo, que resultou no colapso total do Edifício Wilton Paes de Almeida. Um incêndio ocorreu no aglomerado de ocupações irregulares instaladas no prédio, abandonado desde 2003, por volta das 01h30min e se alastrou rapidamente pelo edifício.

## O incêndio

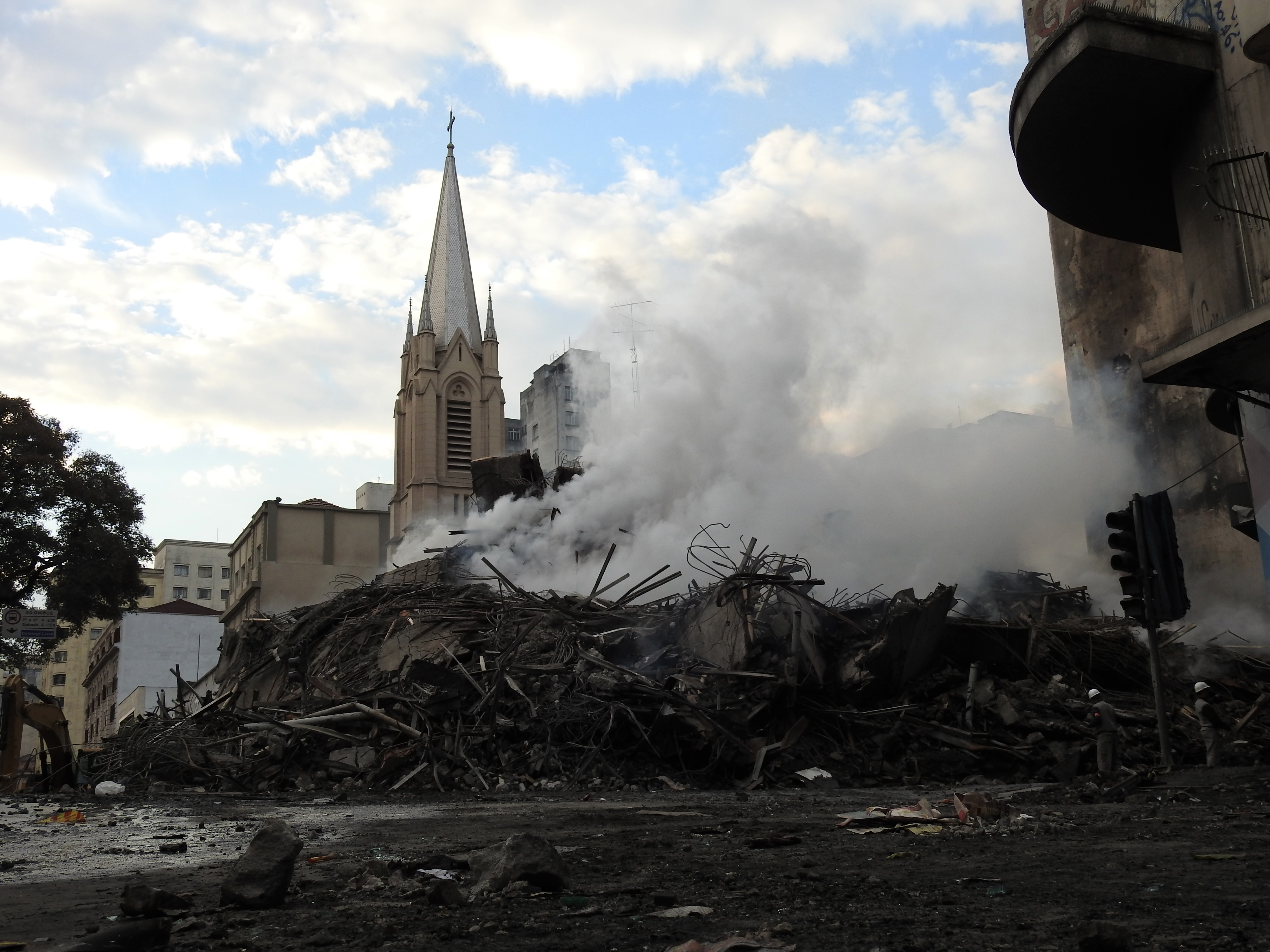
Escombros do incêndio, no Largo do Paiçandu, em São Paulo

O Edifício Wilton Paes de Almeida, que já foi uma agência do INSS e sede da Polícia Federal por 25 anos, pertencia à União e foi concedido à Prefeitura de São Paulo. À 01h40min, o Corpo de Bombeiros informou, por meio do Twitter, que um prédio de ocupações irregulares estava em chamas no Largo do Paiçandu. No mesmo momento, descartou a possibilidade de vítimas e enviou cerca de 20 viaturas e 45 homens capacitados para atender o local. Em outra atualização, às 02h00min, a corporação anunciou o envio de 24 viaturas e 57 homens ao local da tragédia.
Moradores do prédio informaram que havia um casal de vizinhos brigando e que, seguidamente, escutaram a explosão de uma possível panela de pressão. Desse modo, a Polícia Científica do Instituto de Criminalística periciou dois botijões de gás avistados nos escombros. Segundo Paulo Helene, professor de engenharia da Escola Politécnica da Universidade de São Paulo, "a estrutura de concreto e aço serviu como um arsenal de material inflamável que favoreceu a dispersão rápida do fogo. Consequentemente, causou o colapso do edifício."
O morador Ricardo Oliveira Galvão Pinheiro chegou a sair do local do incêndio, mas voltou em prol do resgate de mulheres e crianças que tinham dificuldade de abandonar o prédio. A ação, no entanto, foi conturbada. Em uma das operações de salvamento, Ricardo estava pendurado na lateral do prédio e agarrado à uma estrutura de para-raios. Devido à enormidade das chamas, os instrumentos foram rompidos durante o desabamento. Durante uma entrevista à jornalista e ex-BBB Nayara de Deus, sobreviventes relataram que vítimas do incêndio pularam da janela do prédio.
Em 3 de maio de 2018, uma sobrevivente relatou à polícia que o incêndio ocorreu após um curto-circuito numa tomada que ligava o micro-ondas, a geladeira e a televisão de um cômodo ocupado por quatro pessoas. No mesmo dia, Mágino Alves, secretário da Segurança Pública de São Paulo, confirmou a versão da moradora do edifício, desmentindo a hipótese anterior de um possível desentendimento conjugal.

## Resgate

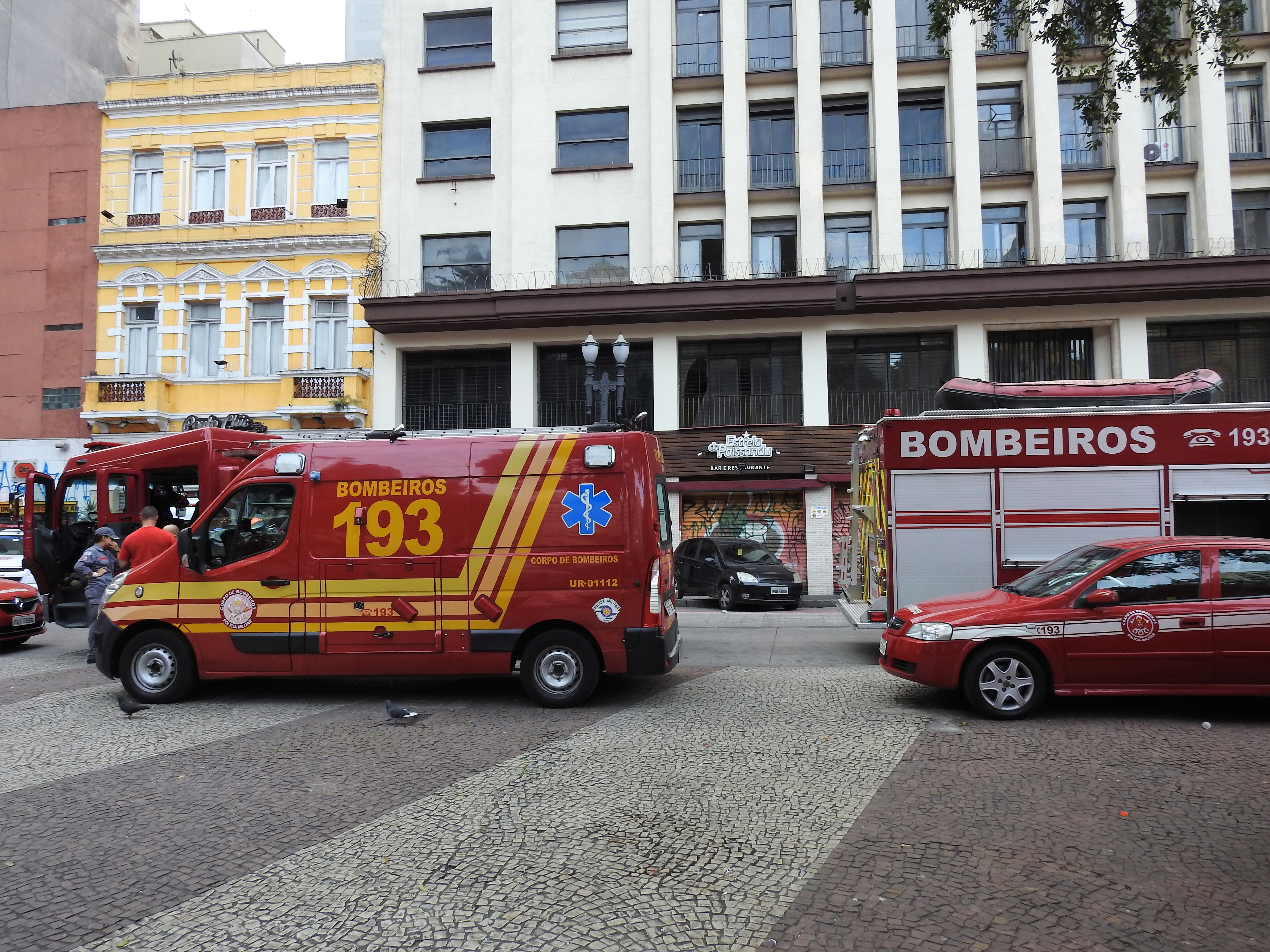
Bombeiros na busca por vítimas do incêndio

O Corpo de Bombeiros de São Paulo recebeu o primeiro chamado de emergência às 01h40min, informando, por meio do Twitter, a ocorrência de um incêndio no Largo do Paiçandu sem princípio de vítimas. Até o momento do desabamento, o único desaparecido era o morador que havia caído numa tentativa de salvamento. Às 20h30min, Marcos Palumbo, capitão do Corpo de Bombeiros, informou que havia, pelo menos, uma vítima no escombros e cerca de 34 desaparecidos.
No total, cerca de 160 homens estavam integrados às equipes de salvamento. Para isso, além dos Bombeiros, a operação contou com equipes do SAMU, da Companhia de Engenharia de Tráfego, da Polícia Militar e da Defesa Civil. Às 04h15min, servidores da Defesa Civil e do Ministério da Integração Nacional realizaram uma sessão de cadastramento a fim de identificar as famílias alocadas no imóvel.
Às 11h30min, buscas manuais foram realizadas nos escombros. Devido às condições térmicas e estruturais da área, buscas complexas com retroescavadeiras e cães farejadores foram iniciadas somente após 48 horas do ocorrido. Num último informe, drones com câmeras térmicas capazes de detectar pessoas com sobrevida foram utilizados para facilitar o trabalho das corporações de resgate. Às 05h30min do dia 2 de maio, bombeiros informaram que 49 pessoas não haviam sido localizadas após o incêndio.
Com 6 vítimas oficialmente desaparecidas, em 4 de maio de 2018, bombeiros encontraram o primeiro corpo no local do desabamento do edifício. Os membros inferiores foram encontrados no mesmo perímetro em que Ricardo havia caído. No mesmo dia, o Instituto de Identificação Ricardo Gumbleton Daunt (IIRGD) atestou, por meio de um exame de papiloscopia, que o cadáver era de Ricardo Oliveira Galvão Pinheiro.
No dia 8 de maio de 2018 encontraram um corpo de uma criança nos escombros. De acordo com os Bombeiros, esta é a lista de prováveis vítimas:
- Ricardo Oliveira Galvão Pinheiro, 38; localizado.
- Selma Almeida da Silva, 40; mãe dos gêmeos.
- Wendel, filho de Selma, 10; localizado.
- Werner, filho de Selma, 10; localizado.
- Eva Barbosa da Silveira, 42.
- Valmir Souza Santos, 47.
- Francisco Lemos Dantas, 56; localizado.
- Alexandre Menezes, 40.

Durante uma nova busca feita pelo Corpo de Bombeiros em 8 de maio, os militares encontraram fragmentos de ossos nos arredores do edifício. Em primazia, acreditou-se que a ossada pertencia a uma criança. No entanto, após análise feita pelo Instituto Médico Legal, constatou-se que os ossos têm características de um adulto do sexo masculino.
Entretanto, mais remanescentes humanos foram encontrados pelos bombeiros a 9 de maio e a 12 de maio; confirmaram-se por meio de exames de DNA que são restos mortais dos gêmeos, até então com dez anos, Wendel e Werner.

### Encerramento das buscas
Após o trabalho massivo de resgate que durou 13 dias no Largo do Paiçandu, o Corpo de Bombeiros encerrou, em 13 de maio, as buscas pelos desaparecidos nos escombros do edifício que entrou em colapso em 1º de maio. Anterior ao findar do trabalho dos militares, foi confirmado que as ossadas encontradas pertenciam aos gêmeos Wendel e Werner de Silva Saldanha, de 10 anos. Em consonância, foi confirmado o desaparecimento do advogado Alexandre Menezes, de 40 anos, possivelmente a quinta vítima da queda do edifício. Conclusivamente, a equipe responsável pelo resgate foi homenageada pelo governador Márcio França.

## Consequências
A dissipação do calor resultante do incêndio atingiu a Igreja Evangélica Luterana de São Paulo. Inaugurada em 1908, é a primeira construção em arquitetura neogótica do Estado. Acredita-se que cerca de 80% da construção original do prédio religioso tenha sido afetado, prejudicando o telhado, o forro de madeira e parede com vitrais construída especialmente para o local. Após análise pela Defesa Civil acerca das consequências causada pelo desabamento, especialistas determinaram que, além da igreja local, mais dois prédios haviam sido atingidos. Segundo o coronel Edson Ramos de Quadros, coordenador da Defesa Civil de São Paulo, um dos prédios de 17 andares e outros dois ao lado da calçada foram atingidos pelo fogo.

## Repercussão

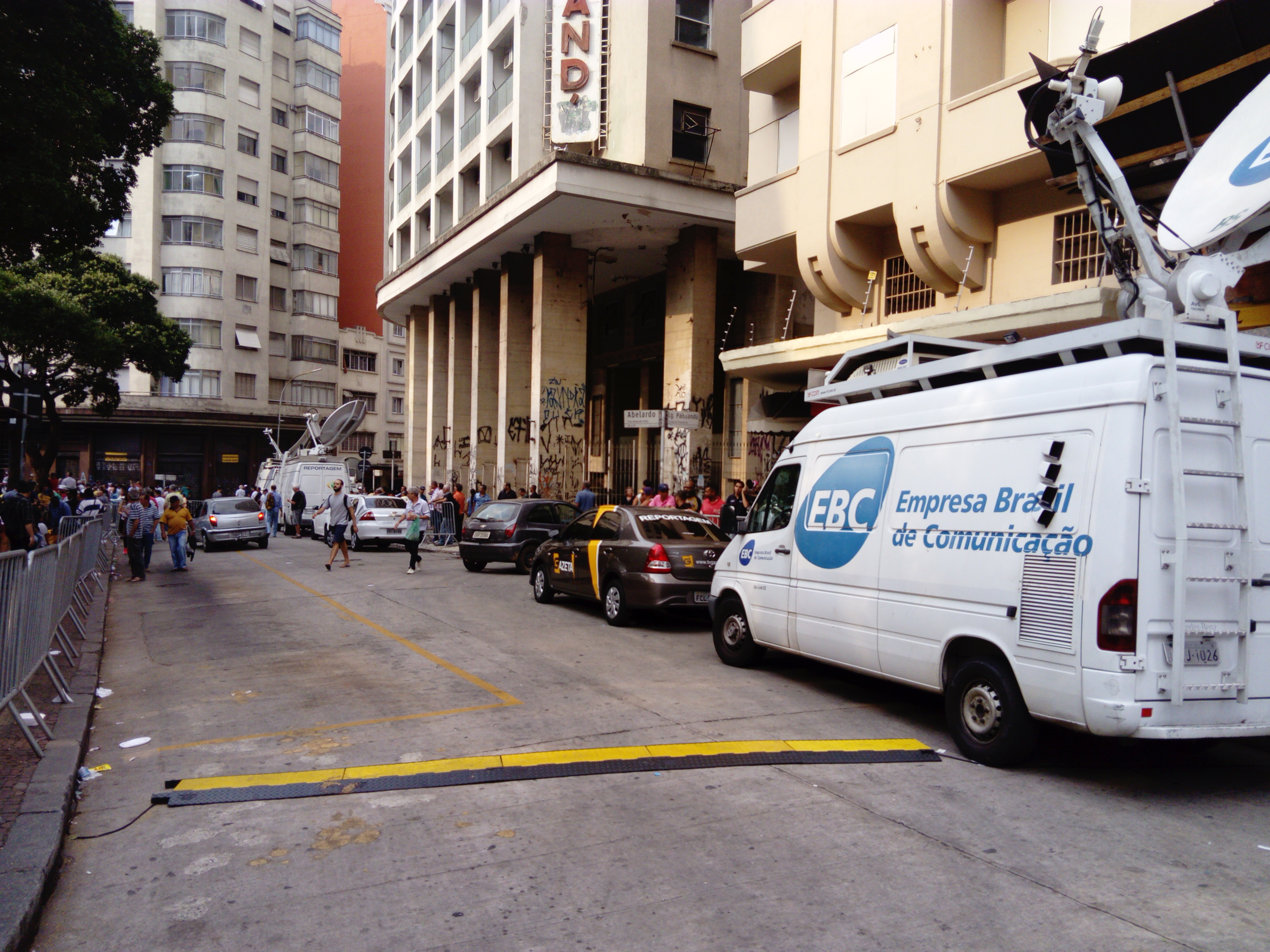
Veículos de imprensa estacionados no Largo do Paiçandu para realizar a cobertura jornalística

Pouco tempo depois do incidente, imagens do prédio em chamas foram reproduzidas em veículos internacionais como CNN,The New York Times, Time, ABC News, The Washington Post, BBC, USA Today, SIC Notícias, The Independent e o jornal alemão Bild.
A rede de televisão CNN relatou a proporção do incidente que tomou conta do edifício paulista. O The New York Times, por sua vez, destacou as ocupações históricas do edifício, citando a antiga instalação da Polícia Federal e a situação atual de ocupação indevida. O jornal americano The Washington Post narrou a depressa saída dos moradores, citando o desespero e o deslocamento de famílias no meio da rua; além disso, citou que, após visitar a área do incêndio, o Presidente Michel Temer foi hostilizado e deixou o local às pressas, tendo o carro chutado e objetos arremessados ao veículo. O jornal britânico The Independent exibiu um vídeo postado nas redes sociais e aponta que pelo menos uma pessoa morreu no acidente, memorando um possível vazamento de gás que pode ter originado a tragédia.